# Les Ramoneurs cérébraux
Pour plus de détails, voir Fiche technique et Distribution.
 Les Ramoneurs cérébraux    est un court-métrage d'animation en volume québécois de Patrick Bouchard réalisé en 2002 et d'une durée de 12 minutes. Réalisé avec des marionnettes, il a gagné le prix Jutra du meilleur film d'animation en 2003.

## Résumé
Un homme est attaché, enfermé, entouré par ce qui semblent être des médecins, blouses blanches et lunettes. Dans cette pièce vide au carrelage sale se trouve une immense seringue, attachée au bout d'un bras mécanique. L'injection qu'on lui fait, directement dans le cerveau, libère une matière gluante qui se change en deux personnages, un grand et un petit, et un chariot de nettoyage. Ceux-ci semblent bien décider à laver et nettoyer l'endroit où ils se trouvent, c'est-à-dire l'intérieur d'un cerveau. Au travers des lieux et des personnages que l'on croise, dans un ascenseur, face à un bibliothécaire ou un pianiste, on explore l'intérieur de l'esprit humain, cet esprit défait et en lutte contre ces deux nettoyeurs, médicament injecté par les premiers personnages, plus proches du bourreau que de l'infirmier.

## Réception critique et publique
Reçu avec enthousiasme par la critique, le film se distingue par son atmosphère sombre, proche du cinéma d'horreur. Il contribue à renouveler l'esthétique des films d'animation de marionnettes produits à l'Office national du film du Canada. La maîtrise dont fait preuve son réalisateur, Patrick Bouchard, qui signe ici son premier film professionnel, n'échappe pas aux observateurs.

## Fiche technique
- Titre original : Les Ramoneurs cérébraux
- Titre anglais : Brainwashers
- Réalisation : Patrick Bouchard
- Scénario : Martin Rodolphe Villeneuve, Patrick Bouchard
- Production : Marcel Jean
- Producteur délégué : Alain Corneau
- Montage : Denis Lavoie
- Son : Olivier Calvert
- Musique : Jean-Pierre Bouchard
- Décors : Marcel Mercier
- Société de production : Office national du film du Canada (ONF)
- Pays d'origine :  Canada
- Genre : animation
- Durée : 12 minutes

## Distinctions
- Prix du meilleur film d'animation à la 5e soirée des prix Jutra
- Prix pour le meilleur montage son, Festival Fantasia
- Mention d'honneur au Columbus International Film and Video Festival (en)
- Prix des artistes, Off-Courts

### Exposition
- Exposition Itinérante Les Ramoneurs Cérébraux ONF
- La Théâtrerie : Les Ramoneurs cérébraux, exposition de maquettes, Toulouse.